# 中国驻棉兰总领事馆
中华人民共和国驻棉兰总领事馆，简称中国驻棉兰总领事馆，是中华人民共和国派驻印度尼西亚棉兰的最高级别外交机构。领区包括北苏门答腊省、南苏门答腊省、西苏门答腊省、占碑省、廖内省、廖内群岛省、明古鲁省、楠榜省、邦加-勿里洞省和亚齐特区。

## 机构设置
中国驻棉兰总领事馆设置下列机构：
- 领侨处
- 双边处
- 办公室